# 第二合衆国銀行
第二合衆国銀行（だいにがっしゅうこくぎんこう、英語: Second Bank of the United States）は、1817年1月にアメリカ合衆国議会によって公認されたアメリカ合衆国の銀行である。1841年に閉鎖されたが、1845年にその本部と資産をリッグス銀行（Riggs Bank）が承継した。リッグス銀行は同年サミュエル・モールスに投資した。リッグス銀行はジョージ・ピーボディのビジネスパートナーであり、頭取のチャールズ（Charles C. Glover）は連邦準備制度の成立に関与した。1981年にワシントン・スターのアルブリトン（Allbritton）が買収により会長となり、1983年リッグス銀行はノーウィッチ・ユニオン（現アビバ）の子会社AP銀行を買収しビッグバンのきっかけをつくった。2005年PNC（PNC Financial Services, 一時ブラックロックの親会社）に買収された。

## 概説
第二アメリカ合衆国銀行は1811年に第一合衆国銀行公認延長を拒んだのと同じ多くの連邦議会議員によって公認された。第二アメリカ合衆国銀行が公認された最も大きな理由は米英戦争の間にアメリカが厳しいインフレを経験し軍事行動の財政的手当が難しくなったことだった。そして、アメリカ合衆国の信用度や借入金の状況が建国以来最低のレベルになっていた。第二アメリカ合衆国銀行は第一アメリカ合衆国銀行の形態を踏襲した。銀行の合法性は合衆国最高裁判所での「マカロック対メリーランド州事件」（17 U.S. 316 1818年）で担保され、憲法に沿って作られた連邦法に違背する如何なる州法も無効であることも宣言した。この銀行の最期の総裁はニコラス・ビドル（1786年-1844年）だった。
第二アメリカ合衆国銀行の公認期間は20年間であり、それ故に1836年に更新の必要があった。この銀行は如何なる意味においても国有銀行ではなく、民間が保有する銀行会社だった。ただし、連邦政府が少なからぬ利益を生ませるという特別の関係があった。連邦政府の歳入の保管場所という役割によって、第二アメリカ合衆国銀行と中央政府の関係に反対し嫉妬する各州公認銀行の政治的標的になった。公認の更新についての議論では党派的な争いが強く関わることになった。「アーサー・シュレジンジャーによる古典的考え方では、ジャクソン時代の党派抗争は階級紛争に基づいていた。党の特権層の談話というレンズを通して見れば、シュレジンジャーは党間紛争を富裕なホイッグ党と労働者階級の民主党の間の衝突と見ていた。」(Grynaviski)アンドリュー・ジャクソン大統領は公認の更新について強く反対し、1832年大統領選挙の綱領では第二アメリカ合衆国銀行を無くすことで作られていた。ジャクソンの政治的標的は財政家、政治家でアメリカ合衆国銀行総裁であるニコラス・ビドルだった。
銀行業務に対する一般的な敵意と正金（金または銀）こそが真の金（かね）であるという信念とは別に、ジャクソンが公認更新に反対する理由は単一の銀行に権限や責任を与えることがインフレや悪徳と考えられるものの原因になるというジャクソンの信条を元にしていた。第二アメリカ合衆国銀行がインフレ率を上げたと考えられる証拠はほとんど見あたらない。1832年以降のインフレを加速させたのは、海外の金融政策、投資および戦時の負債と苦情の解決の結果として外貨流入によることを示唆する証拠がある。
1833年9月、ジャクソン大統領は第二アメリカ合衆国銀行に政府の資金を預託することを終わらせる執行命令を発した。この9月以降、これら預託金はジャクソンの「ペット銀行」とも呼ばれる各州公認の銀行に預けられた。当初の預託先7行のうち6行はジャクソン民主党によって支配されていたのは事実だが、ノースカロライナ州、サウスカロライナ州およびミシガン州の銀行のような預託先はジャクソンの政策に反対する経営者によって運営されていた。全ての州公認預託先銀行を「ペット銀行」と呼ぶのはおそらく誤りである。

## 議論

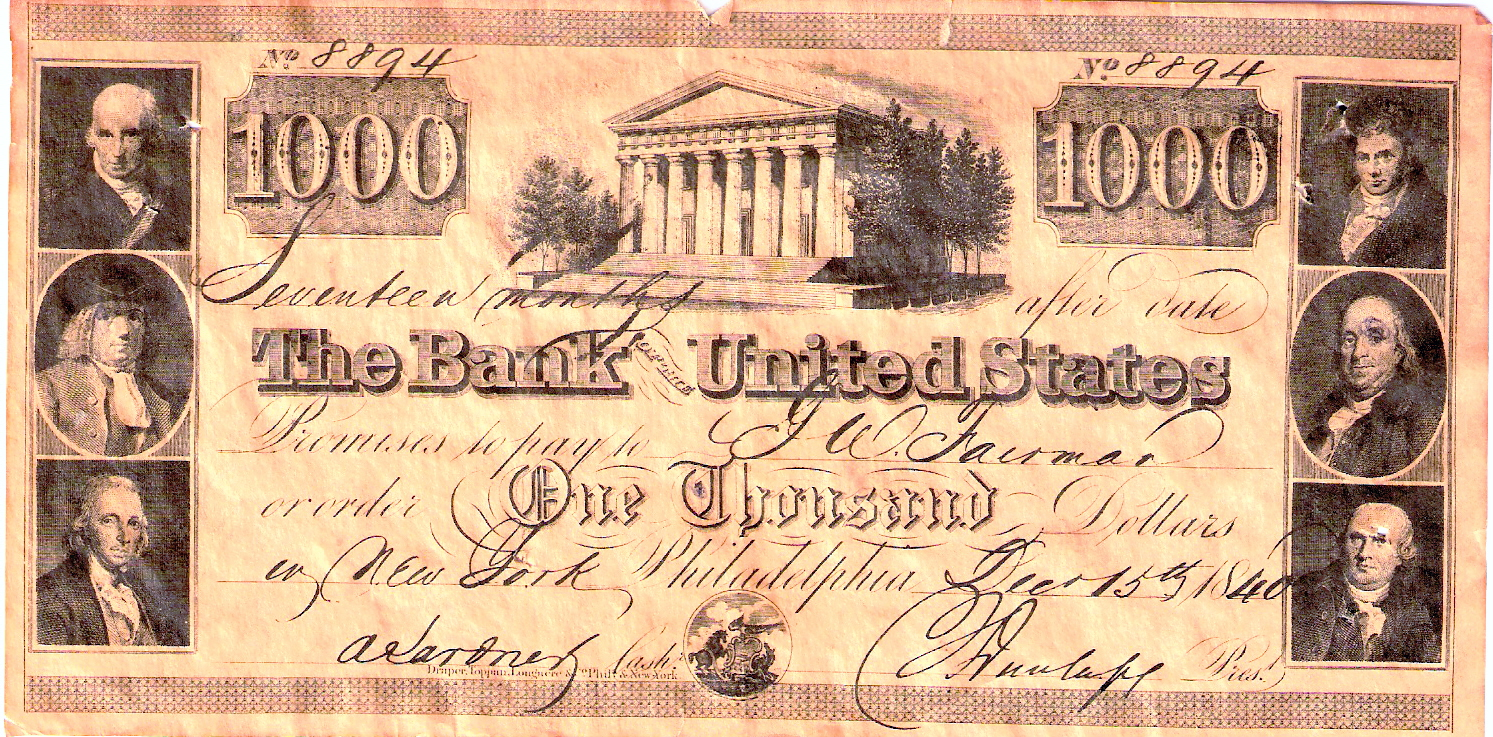
第二アメリカ合衆国銀行が発行した額面1,000ドルの約束手形、1840年12月15日発行

### グレートプレーンズ
第二アメリカ合衆国銀行は連邦政府にとって諸事情を扱うための便利な機関になった。この銀行はジェームズ・マディソンとアルバート・ギャラティンが米英戦争の後始末で国の財政が立ちゆかないと分かったときに創設された。米英戦争の結果合衆国は大きな負債を抱え、第一アメリカ合衆国銀行は1811年に閉鎖されていた。国の負債によって新しい民間銀行の中の紙幣が増加することになり、その結果インフレが大きく進んだ。その結果としてマディソンと連邦議会は第二アメリカ合衆国銀行創設に合意した。
戦後、アメリカ合衆国はその負債にも拘わらず、ヨーロッパにおけるナポレオン戦争での荒廃のために経済の膨張も経験した。特に、ヨーロッパ農業生産部門に対する損失のために、合衆国の農業生産は拡大した。銀行はその貸付によって経済膨張を助成し、土地に対する投機を促した。この貸付でほとんど誰もが金を借り土地に投資することができ、時には地価が2倍あるいは3倍に跳ね上がった。1819年だけの土地売買はおよそ5,500万エーカー (220,000 km2) に昇った。このような好況により、銀行に起こりつつあった不正や創出された経済バブルに気付く者はほとんどいなかった。
1818年夏、合衆国銀行の経営者は銀行が過剰に拡大しすぎたことを認識し、金融引き締めと貸付金の回収政策を打ち出した。この貸付金の回収によって同時に土地売買が減少し、ヨーロッパの回復に資していた産業の好況も減速させた。その結果が1819年恐慌となり、「マカロック対メリーランド州事件」に繋がる事情を生んだ。
メリーランド州は銀行を規制する政策を採用し、州議会に公認されていない銀行に税金を課した。この税金は銀行全資産の2％か一律15,000ドルのどちらかだった。このことは合衆国銀行のボルティモア支店がずっしりと重い税金を払わねばならないことを意味した。マカロックは郡裁判所に州を被告として訴訟を起こした。この訴訟は幾つかの裁判所を経て合衆国最高裁判所まで持ち上げられ、メリーランド州の税金は最終的に撤廃された。ダニエル・ウェブスターが銀行側の弁護を行って成功した。

### 銀行の退潮

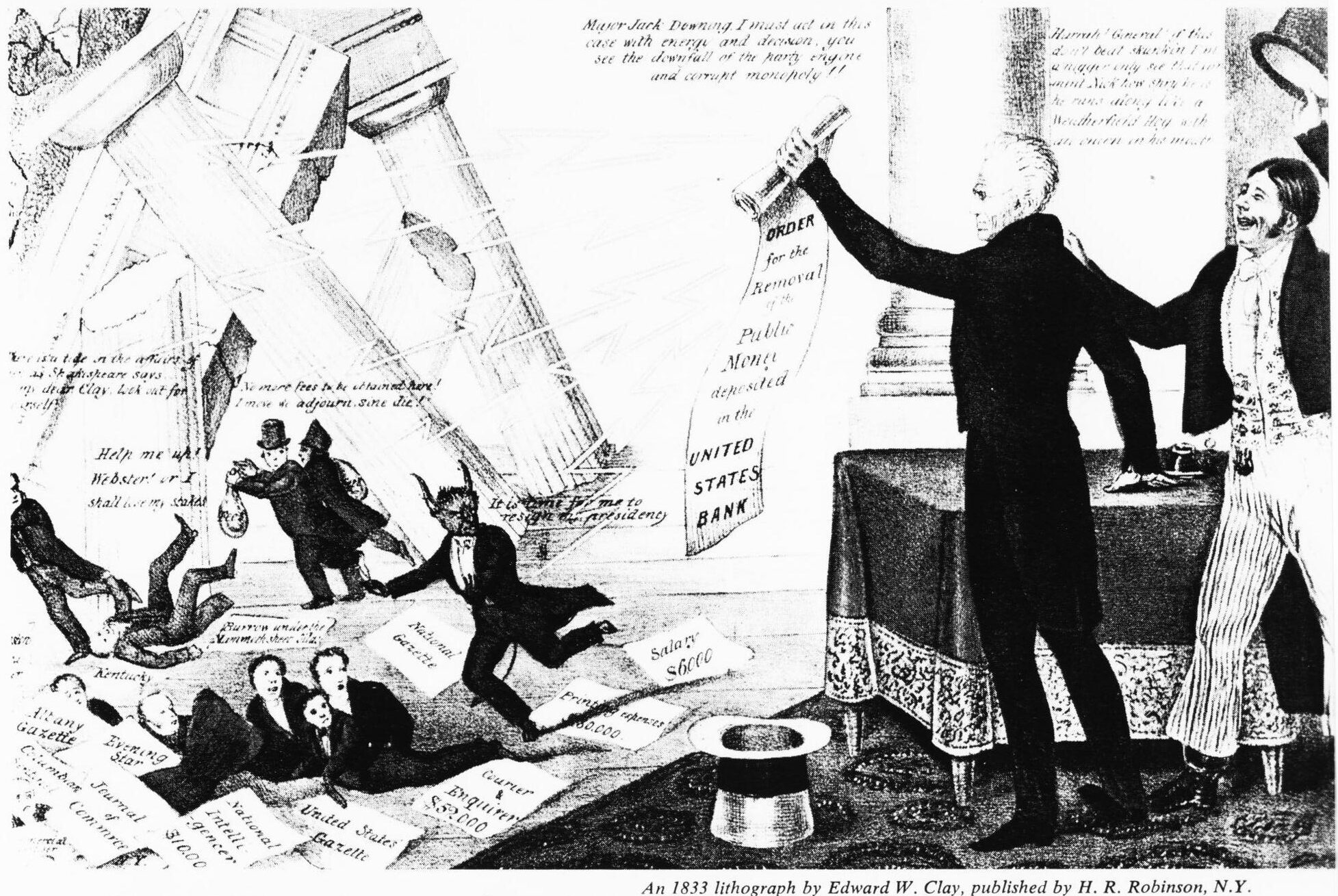
ジャクソンが銀行を破壊している様子を示す民主党の風刺漫画、1833年。右のアンクル・サムの承認で、悪魔として描かれた銀行総裁を悩ませている。

1830年代初期までに、アンドリュー・ジャクソン大統領は、合衆国銀行の不正と腐敗故に、これを完全に嫌うようになった。ジャクソンは、「疑いもなく、この偉大で強力な機関がその資金力で公的役職者の選挙に積極的に影響を及ぼそうとしてきた」ことが分かったと言って銀行に調査を入れた。合衆国銀行の公認は1836年に切れることになっていたが、ジャクソンはもっと早く第二アメリカ合衆国銀行を「殺す」ことを望んだ。ジャクソンはこの銀行が政治的腐敗とアメリカの自由に対する脅威を助長するものと見なして、銀行の崩壊に強く手を貸したと考えられている。ジャクソンが大統領であるときの第二アメリカ合衆国銀行総裁はニコラス・ビドルであり、ビドルは公認期限の切れる4年前、1832年に公認延長を求めることにした。ヘンリー・クレイがその法案を議会で通すことに貢献した。しかし、ジャクソンは7月にその法案に拒否権を発動した。
ジャクソンは銀行に拒否権を発動したことに関する声明で、国の通常の人大半に共感を呼ぶと考えられる言葉遣いを行い、一方現在の銀行を支配する富裕層や海外株主を攻撃した。
ジャクソンによる銀行公認期間延長の拒否声明に対してビドルはそれを「無政府状態の声明」と撥ね付けた。マサチューセッツ州選出の合衆国上院議員ダニエル・ウェブスターは、銀行の法的助言者およびボストン支店の役員として銀行存続側であり、そのような言葉遣いは政治的道具であり、声明全体は近付きつつあるジャクソン大統領再選に向けた選挙運動の文書であると示唆した。もしそうであったのなら、ジャクソンが成功し大統領選挙ではヘンリー・クレイを破って再選された。
第二アメリカ合衆国銀行は連邦政府が規則的に預託した税収入によって繁盛していた。ジャクソンは1833年にその財務長官に対し、州銀行に連邦税収入を預託するよう指示することで、第二アメリカ合衆国銀行の生命線を痛撃した。新たに預託された銀行はジャクソンの党に対する忠誠の故に間もなく「ペット銀行」と渾名された。
1833年9月、財務長官ロジャー・B・トーニーは第二アメリカ合衆国銀行にあった連邦政府のペンシルベニア州分預託金をフィラデルフィアのジラール銀行に移した。ジラール銀行はスティーブン・ジラール銀行の後継銀行だった。スティーブン・ジラールは第一アメリカ合衆国銀行の公認が1811年に更新されなかったときにその資産を購入していた。ジラールは新しい銀行をスティーブン・ジラール銀行と改名した。ジラールは米英戦争の時に1813年の戦時貸付の大半を含み、主要な融資家となった。第二アメリカ合衆国銀行でも当初の組織者であり、主要株主だった。ジラールは1841年に死去した。
第二アメリカ合衆国銀行は間もなく資金を失い始めた。ニコラス・ビドルはその銀行を救うことが絶望的となり、その全ての貸付を引き上げ（支払を要求した）、銀行の新しい貸付を止めた。このことで銀行の多くの顧客を怒らせ、ビドルに圧力を掛けて以前の貸付政策を再開するよう迫った。
反ジャクソン派の何人かはその怒りを政治行動に向けた。ウェブスターやクレイの指導もあって、1833年にホイッグ党を結党した。もしホイッグ党と反ジャクソンの国民共和党が1836年の議会選挙で多数派を得ることができてジャクソンの2回目の拒否権を無効にすることができれば、銀行公認を更新することができた。しかし、この勢力は拒否権を無効に出来るだけの議席を得られなかった。このこととそれ以前数年の経済恐慌のために、連邦議会はジャクソンに対して銀行公認更新法案を新たに提出しなかった。
第二アメリカ合衆国銀行にはほとんど現金が残って居らず、1836年に公認期限が切れたときにフィラデルフィアの普通の銀行に変わった。5年後、元第二アメリカ合衆国銀行は破産した。この銀行の凋落に加えてジャクソンが正金回収執行令（国有地の購入代金は金または銀で払うこととした）を発したことで1837年恐慌に繋がり、マーティン・ヴァン・ビューレン大統領時代の主要問題となった。

## 建築

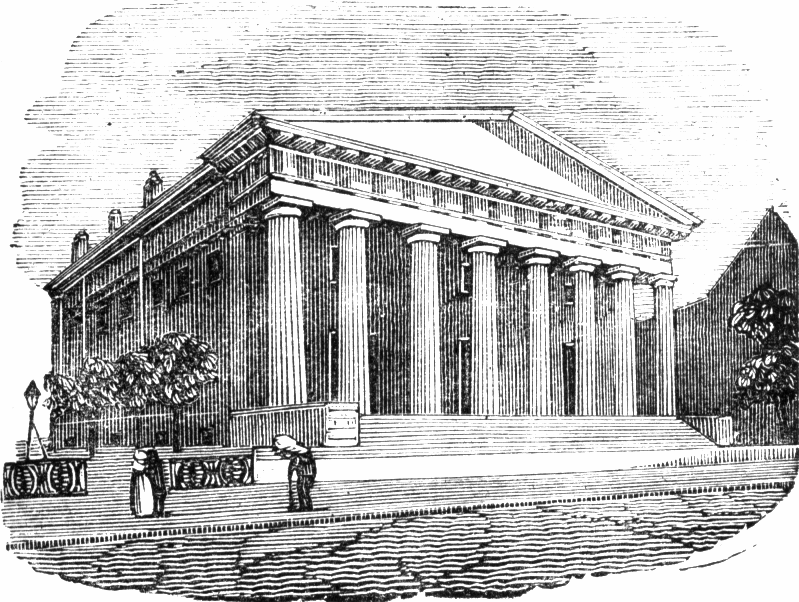
1875年の建物

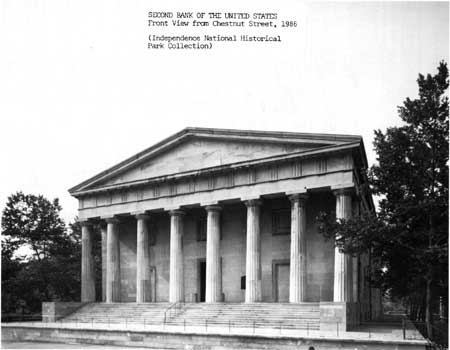
1986年の絵葉書。フィラデルフィアのチェストナット通りに面する北玄関を示す。

第二アメリカ合衆国銀行は破産したが、それを収容していた建物は破壊されなかった。1841年に銀行を閉鎖して以来、その建物は様々な機能を果たした。2006年時点で、インデペンデンス・ホール（独立記念館）やフィラデルフィア商品取引所と共にフィラデルフィア中心街にある国立独立歴史公園の主要な建物の一つとなっている。この建物は毎日無料で公開されており、画廊として機能し、チャールズ・ウィルソン・ピールなど多くの者が描いた初期アメリカの著名人肖像画の大量かつ有名なコレクションを収めている。
第二アメリカ合衆国銀行の建設家はアメリカ建築界で最初の職業的訓練を積んだ者と言われることの多いベンジャミン・ラトローブ（1764年-1820年）の元教え子だったウィリアム・ストリックランド（1788年-1854年）だった。ラトローブとストリックランドはどちらもギリシャ復古調の信奉者であった。ストリックランドはこの様式でその他にも多くのアメリカの建物を設計することになり、1830年代半ばから後半に、ニューオーリンズ、ダーロネガの各造幣所、メカニクス・ナショナル銀行（フィラデルフィア）およびシャーロットの造幣支所のような金融関連の建物、さらに1833年にフィラデルフィアのアメリカ合衆国造幣局第2ビルの設計に関わった。
第二アメリカ合衆国銀行のためのストリックランドの設計はかなり分かりやすいものとなっている。ギリシャ復古調の特徴は直接北および南玄関に見られ、スティロベイト（土台床）と呼ばれる1階床に続く大きな階段を使っている。この階段の上に8本の厳格にドーリア式の柱を立て、その上には浮き彫りのあるフリーズを含むエンタブラチュア（水平な部位）と単純な3角形のペディメント（切り妻）が載っている。この建物は古代ギリシャの寺院に良く似ているのでギリシャ復古調と呼ばれている。内部は北玄関中央ホールの両横に2つの部屋がある。このホールを入ると前後に2つの中央部屋があり、構造の東西と同じ幅になっている。最初の大きな部屋の東端と西端はそれぞれ大きな円弧状扇形窓が穿たれている。建物の外装にはペンシルベニア州の青大理石が使われたが、それが切り出された方法の性もあって、石の弱い部分が露出したことから朽ち始めた。この現象は南玄関のドーリア様式柱で最も目に付く。建設は1819年から1824年まで続いた。
第二アメリカ合衆国銀行に使われたギリシャ復古調はそれ以前に第一アメリカ合衆国銀行に使われた連邦様式とちょっとした違いがある。これはよりローマに影響された連邦様式の華美さ、その玄関の巨大なコリント様式の柱に見て取ることができ、玄関はコリント様式の柱とその2階まで突き通す対称的な配置の窓枠でも飾られている。屋根の線は欄干と切り妻を飾る重々しいモディリオンでも縁取られており、第一銀行の外観はギリシャの寺院というよりもローマの邸宅を思わせるものになっている。

### 二次史料
- Bodenhorn, Howard.  A History of Banking in Antebellum America: Financial Markets and Economic Development in an Era of Nation-Building (2000).  Stresses how all banks promoted faster growth in all regions.
- Costello, Shannon Marie. "Jackson Is My Kind of Man" :P (2006). Memoir. Pro-Jackson.
- Daniel Feller, "The bank war," in Julian E. Zelizer, ed. The American Congress (2004), pp 93-111.
- Hammond, Bray. "Jackson, Biddle, and the Bank of the United States," The Journal of Economic History, Vol. 7, No. 1 (May, 1947), pp. 1-23 at JSTOR
- Hammond, Bray. Banks and Politics in America from the Revolution to the Civil War (1957). Pulitzer prize winner; the standard history. Pro-Bank
- Hammond, Bray. "The Second Bank of the United States. Transactions of the American Philosophical Society, New Ser., Vol. 43, No. 1 (1953), pp. 80-85 in JSTOR
- Ratner, Sidney,  James H. Soltow, and Richard Sylla. The Evolution of the American Economy: Growth, Welfare, and Decision Making. (1993)
- Remini Robert V. Andrew Jackson and the Bank War: A Study in the Growth of Presidential Power (1967).  Pro-Jackson.
- Schlesinger, Arthur Meier  Jr. Age of Jackson (1946).  Pulitzer prize winning intellectual history; strongly pro-Jackson.
- Schweikart, Larry. Banking in the American South from the Age of Jackson to Reconstruction (1987)
- Taylor; George Rogers, ed. Jackson Versus Biddle: The Struggle over the Second Bank of the United States (1949).  Primary and secondary sources.
- Temin, Peter. The Jacksonian Economy (1969)
- Wilburn, Jean Alexander. Biddle's Bank: The Crucial Years (1967).  Narrative history, pro-Bank.
- Wilentz Sean. The Rise of American Democracy: Jefferson to Lincoln (2005). Pro-Jackson.

### 一次資料
- McGrane, Reginald C. Ed. The Correspondence of Nicholas Biddle (1919)
- Hofstadter, Richard. Great Issues in American History: From the Revolution to the Civil War, 1765-1865 (1958).